# Литлвуд, Джоан
Джоан Мод Литлвуд (англ. Joan Maud Littlewood; 6 октября 1914, Лондон — 20 сентября 2002, там же) — английский театральный деятель и режиссёр. Известна своим новаторским подходом и ориентацией на зрителя из рабочего класса.

## Биография
Джоан Литлвуд родилась в 1914 году в Лондоне. Она была незаконнорождённым ребёнком, и её растила бабушка. Окончив Королевскую академию драматического искусства, с 1934 года Джоан работала на радио в Манчестере. Там она встретила Джимми Миллера, впоследствии известного под именем Юэн Макколл, и вышла за него замуж. Совместно с мужем Джоан создала любительскую труппу «Театр Юнион», с которой в 1935—1939 годах на различных площадках ставила пьесы Брехта, Шекспира и Лопе де Вега. Большое влияние на Литлвуд оказали идеи Всеволода Мейерхольда. Другими источниками вдохновения для неё стали теория движения Рудольфа фон Лабана и итальянская комедия дель арте.
Во время Второй мировой войны деятельность труппы прервалась. Затем, в 1945 году, Джоан Литлвуд создала профессиональную передвижную труппу «Уоркшоп», ориентированную на представителей рабочего класса. С ней она много гастролировала как в Англии, так и в других странах: Германии, Чехословакии, Швеции, Норвегии и Франции.
С 1953 года труппа арендовала помещение «Ройял тиэтр» в лондонском предместье Стратфорд. Репертуар составляли пьесы Шекспира (первой постановкой стала «Двенадцатая ночь») и других классических авторов, а также произведения Джимми Миллера на актуальные темы. Со временем труппа обрела собственный стиль: под влиянием Брехта стало практиковаться вовлечение публики в театральное действо, большее место стала занимать импровизация, в постановках использовались некоторые приёмы мюзик-холла. Большой успех в 1995 году имела сценическая адаптация «Бравого солдата Швейка», выполненная Джимми Миллером.
Из-за финансовых трудностей в 1961 году Джоан Литлвуд временно оставила «Уоркшоп». Первой её постановкой после возвращения в театр стал в 1963 году антимилитаристский спектакль «Ах, какая прелестная война!» (по радиопьесе Чарльза Чилтона). В спектакле для создания реалистичной атмосферы использовались песни, лозунги и газетные заголовки военных лет. Именно эта постановка стала наиболее значительной и известной работой Литлвуд. В последующих своих постановках Литлвуд много экспериментировала в поисках оригинальных выразительных средств и способствовала популяризации новых драматургов (в том числе Брэндана Биэна и Шелаг Дилейни), однако в репертуаре неизменно оставались классики, от Аристофана до Бена Джонсона. Труппа Джоан Литлвуд продолжала выступать с гастролями, в том числе в Берлине (в 1961 году в берлинском театре имени Горького была показана «Лисистрата») и в Москве: в 1957 году в рамках Всемирного фестиваля молодёжи и студентов состоялась постановка шекспировского «Макбета».
В 1964 году труппа Литлвуд прекратила своё существование, а сама она занялась другими проектами. В 1970 году «Уоркшоп» был вновь воссоздан, однако большим ударом для Литлвуд стала смерть одного из актёров, Джерри Раффла. В последующие годы Литлвуд жила во Франции, отойдя от театральной деятельности. Её компаньоном в этот период стал жизни стал барон Филипп де Ротшильд. В 1994 году Джоан Литлвуд опубликовала автобиографию под названием «Joan’s Book». Она умерла в 2002 году в Лондоне.